# Skatelövfjorden

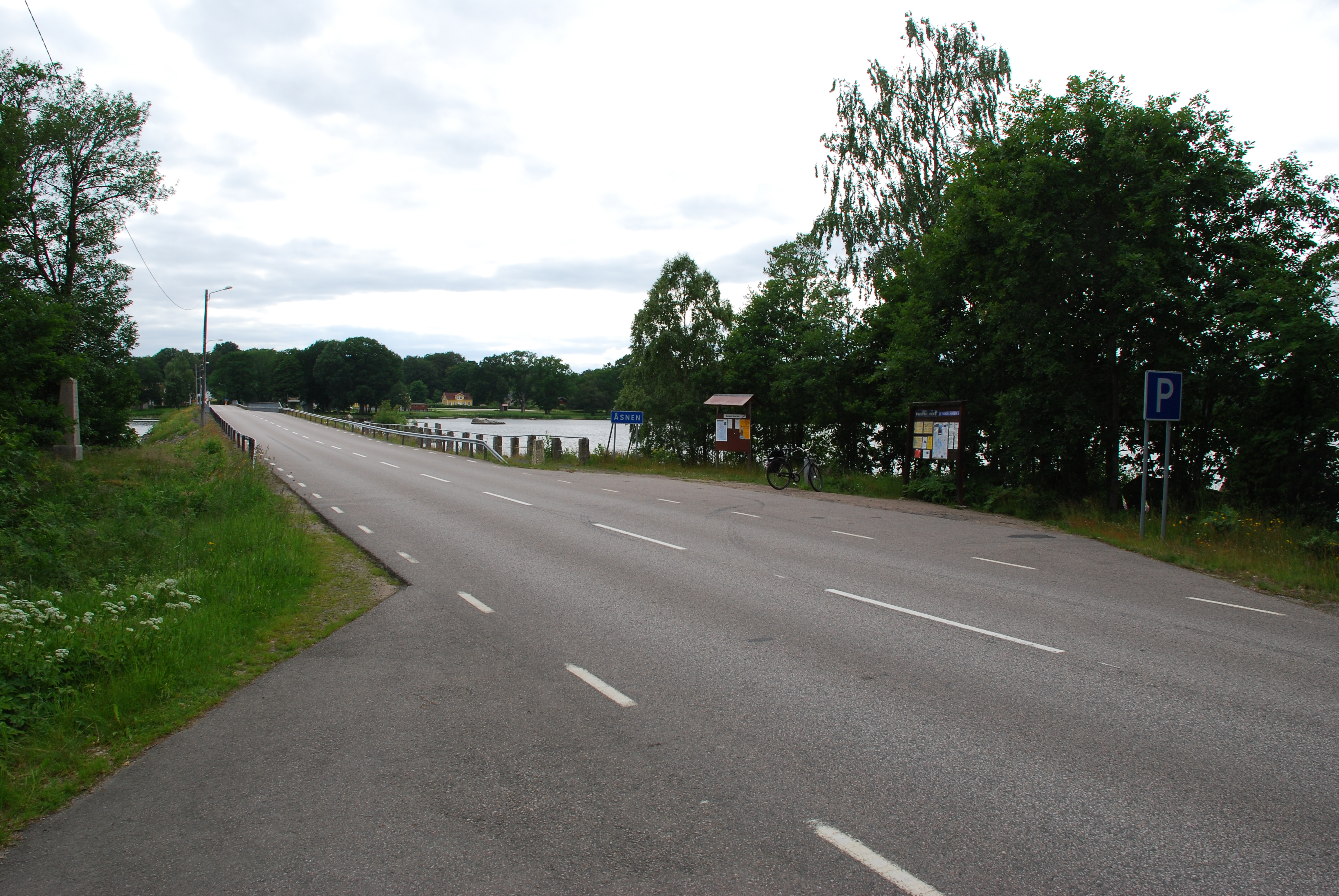
Bron vid Torne

Skatelövfjorden är en vik av i norra Åsnen i Alvesta kommun. 
I norra delen av viken ligger inloppet från Helige å via Husbymaden. Skatelövs socken ligger vid norra delen av viken. I söder övergår Skatelövfjorden till Julöfjorden vid Stärudden och bron till Torne.